# Caballerizas Reales de Córdoba

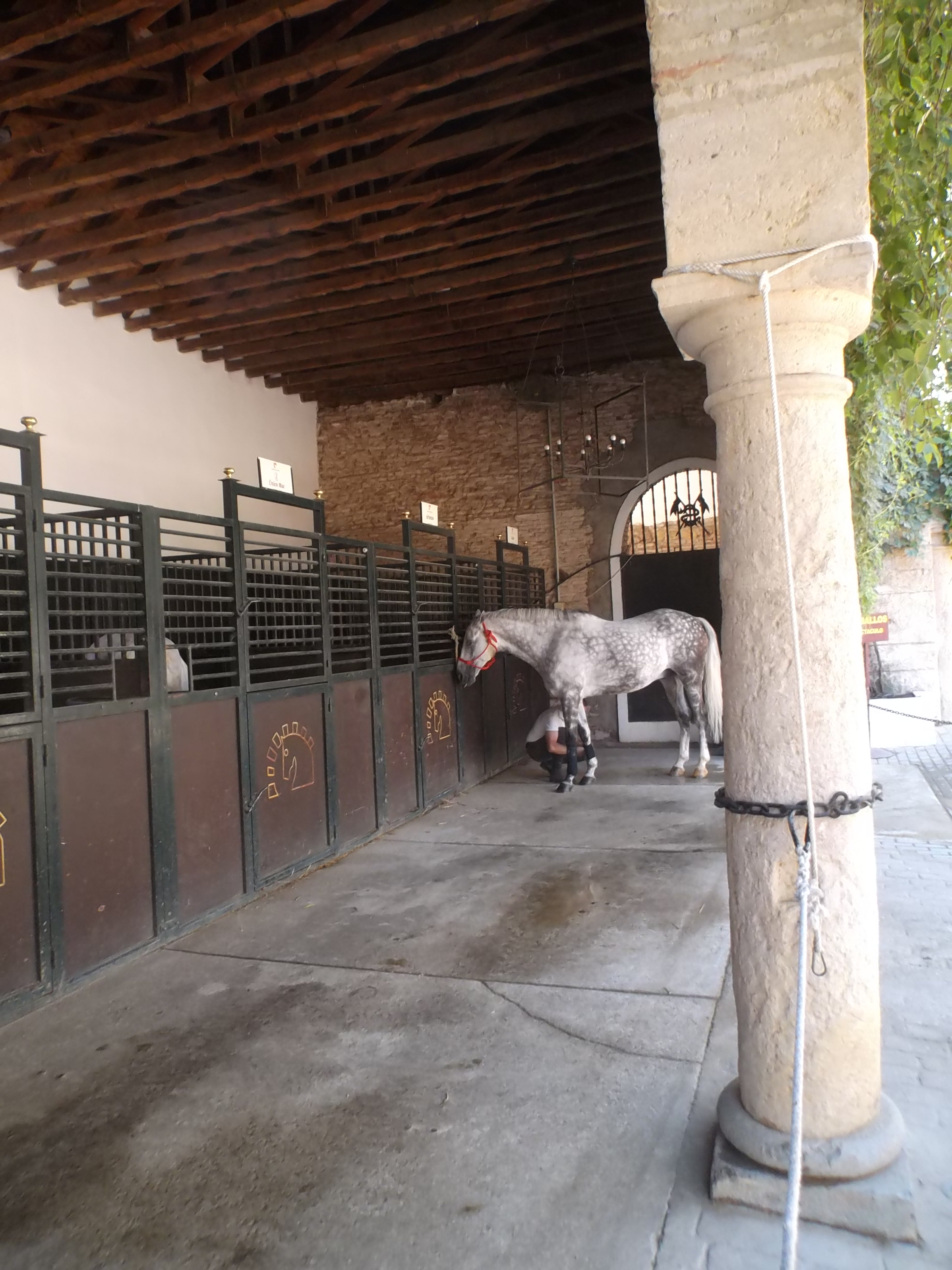
Una pequeña parte de las caballerizas medievales.

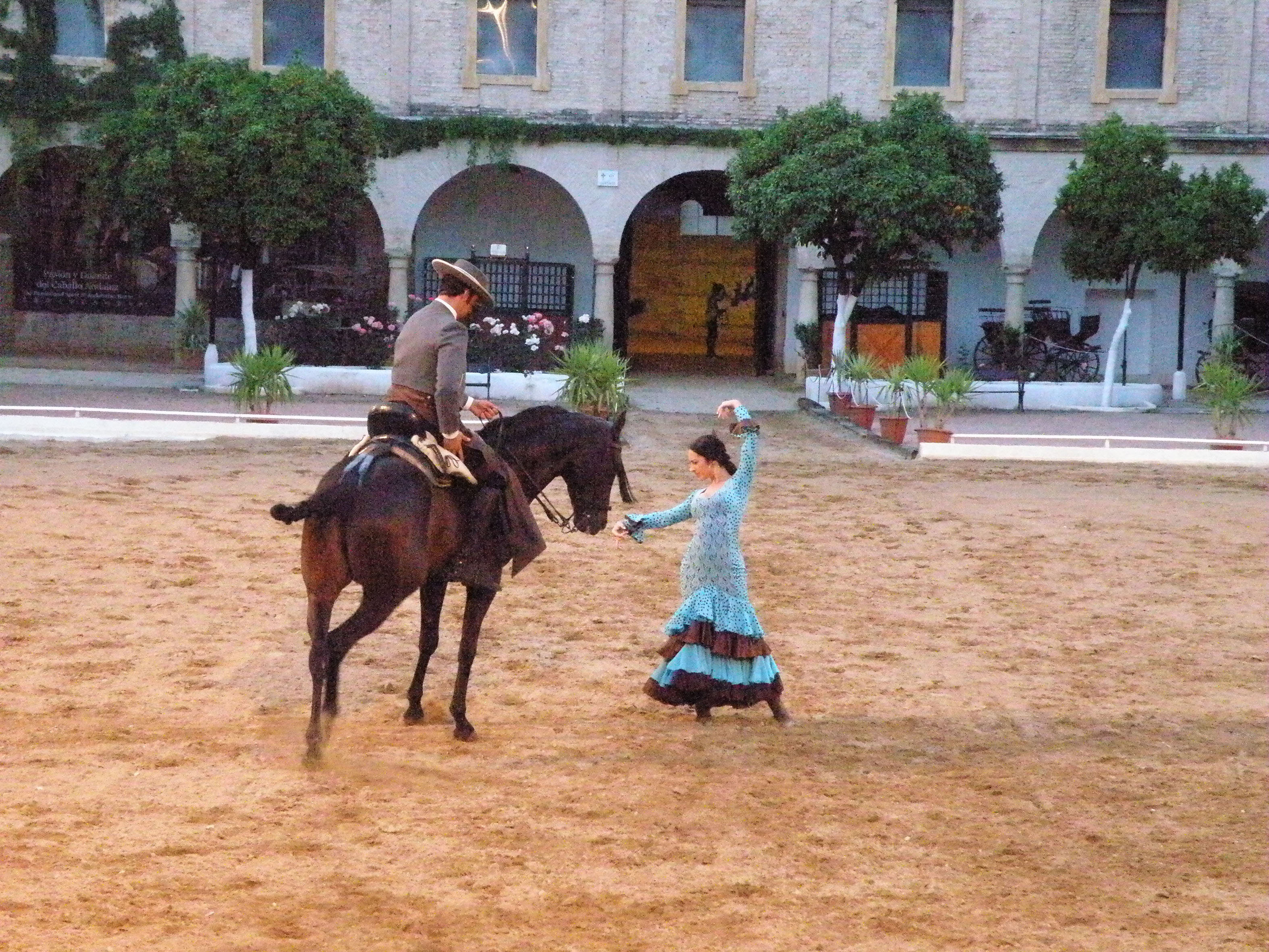
Espectáculo ecuestre que se realiza durante la tarde en las Caballerizas Reales.

Las Caballerizas Reales de Córdoba son un conjunto de caballerizas construidas en 1570 por disposición del monarca Felipe II en la ciudad de Córdoba, con el objetivo de criar caballos de pura raza española, lo que sería el origen del denominado caballo andaluz. Desde 1929 están declaradas Monumento Histórico Nacional, así como Patrimonio Nacional. Forman parte del centro histórico de Córdoba que fue declarado Patrimonio de la Humanidad por la Unesco en 1994.
El poeta y dramaturgo granadino Federico García Lorca las llegaría a denominar como la «catedral de los caballos».

## Historia
Las Caballerizas Reales fueron erigidas en un solar propiedad de la iglesia ubicado entre las murallas defensivas de la ciudad y el Alcázar de los Reyes Cristianos, estando construidas a su vez sobre las antiguas caballerizas de la etapa califal, que alcanzaron su mayor esplendor durante el reinado de Alhakén I, en el cual se extendían hasta la orilla del Guadalquivir y albergaban a más de dos mil caballos. Asimismo, los almohades desarrollaron posteriormente una albacara en la zona.

### Propiedad real

#### Fundación por Felipe II
Entre 1565 y 1567, Felipe II de España dedicó 8.000 ducados a la construcción de las Caballerizas y encomendó su puesta en marcha a Diego López de Haro y Guzmán. El encargo consistía en construir unas caballerizas donde alojar a los sementales, comprar o arrendar dehesas en el valle del Guadalquivir, donde pastarían y criarían las yeguadas, y —lo más importante— seleccionar y comprar a su criterio las mejores yeguas y sementales de aquellas tierras para llevar a cabo un proceso de selección y mejoramiento de la raza. Esta Yeguada Real de Córdoba fue el origen de la raza del caballo andaluz. El monarca incluyó estas caballerizas en los presupuestos de la Junta de Obras, Jardines y Bosques, dotándolas con rentas de las salinas de Andalucía. El 20 de noviembre de 1567, al designar a López de Haro como primer caballerizo, decía el rey:

[...] hemos acordado de sostener y criar un buen número de yeguas de vientre con sus potros y crías en la Ciudad de Córdoba.

Para su construcción de utilizaron sillares reutilizados del cercano yacimiento omeya de Medina Azahara, siendo las obras terminadas en 1578 y el agua sería provista por el anejo Alcázar de los Reyes Cristianos. Diego López de Haro dedicó su vida a una cuidadosa labor de selección y mejoramiento genético de los caballos bajo la directa supervisión de Felipe II. Siguió al frente de las caballerizas de Córdoba hasta su muerte, ocurrida en 1598, mismo año del fallecimiento del monarca.

#### Incendio
En 1734 se incendiaron y el edificio quedó totalmente arrasado, salvándose únicamente las fachadas exteriores e interiores. El rey Felipe V quiso llevar a cabo su reconstrucción. Aunque la principal finalidad de dicha obra era habilitar un espacio para los caballos, no fue hasta once años más tarde, bajo el mandato de Fernando VI, cuando se comenzó con la reedificación de las mismas. Se mantuvo la estructura interior y exterior del edificio a excepción del escudo de armas de Carlos III que se colocó sobre la puerta principal, se reforzaron las bóvedas con arcos de ladrillo y se emparejó el suelo del patio con chapa de hormigón.

### Ministerio de Defensa
La Yeguada Real de Córdoba fue desvalijada por los franceses en 1809 durante la Guerra de independencia española. Aunque en 1828 se intentó restablecer la Yeguada, no fue hasta 1841 cuando se instaló un depósito de sementales, después de que las Caballerizas pasaran de propiedad de la Corona a propiedad estatal durante la regencia de Espartero. Desde 1864 las Caballerizas pasaron a depender del Ministerio de la Guerra (más tarde Ministerio del Ejército y actualmente Ministerio de Defensa), quien fue el encargado de continuar la tradición de la cría equina, sirviendo como criadero de caballos. A finales del siglo XIX se construyó un picadero con claras reminiscencias a Gustave Eiffel. Finalmente, en 1995 una reestructuración de cría caballar en Defensa trasladó este depósito de sementales, el séptimo, hasta Écija.
En 1996 se instaló en el edificio la Subdelegación de Defensa en Córdoba, que estuvo allí hasta que el edificio se cedió temporalmente al Ayuntamiento de Córdoba en el año 2002. En esa misma fecha se hizo cargo del edificio la Concejalía de Turismo y Patrimonio de la Humanidad del Ayuntamiento de Córdoba. El Ayuntamiento de Córdoba realizó algunas obras de restauración adjudicadas a la empresa Procórdoba en diversas fases durante la década de 2000.
Ha sido la sede de la Secretaría Regional para Europa del Sur-Mediterráneo de la Organización de Ciudades Patrimonio Mundial (OCPM), con sede en Quebec (Canadá). Asimismo, desde el año 2003 acoge la Feria Morfológica del Caballo (CABALCOR) donde se citan a nivel nacional diferentes ganaderías, se realizan competiciones ecuestres y otras actividades empresariales relacionadas con el sector.
Posteriormente, en enero de 2006, la sección de caballería de la Policía local se trasladó al histórico edificio. Dicha sección, compuesta por 12 caballos, ocupó una zona habilitada al efecto en la zona de las antiguas huertas. Se compone de una pista, oficinas, picadero, almacenes de pienso y paja, y 15 boxes para los equinos, anexos a la muralla. Más tarde, fue sede de diferentes organismos municipales e institucionales como Consorcio de Turismo, Córdoba Convention Bureau o Córdoba Film Office, hasta marzo del año 2008. También tiene allí una oficina la Denominación de Origen Montilla Moriles.

### Espectáculo ecuestre y expropiación
Actualmente, la totalidad del edificio está ocupada por la empresa Córdoba Ecuestre, quien lo mantiene abierto al público y realiza en estas dependencias desde el 5 de noviembre de 2010 un espectáculo ecuestre denominado «Pasión y duende del caballo andaluz». En el interior (comprando entrada) se pueden observar ejemplares de Caballo Andaluz Pura Raza Español. 

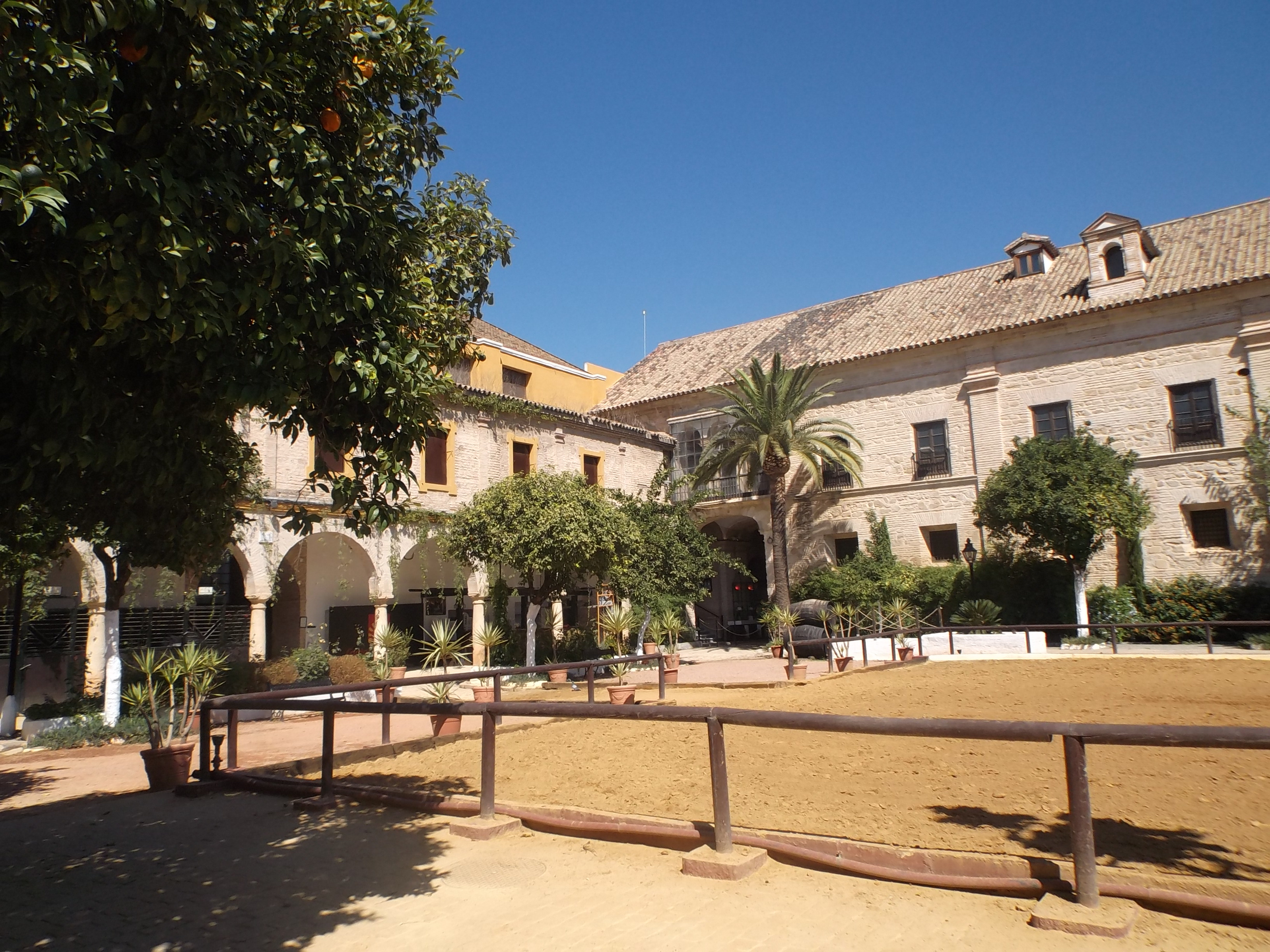
Patio central en 2016.

El Ayuntamiento de Córdoba, que ha intentado en múltiples ocasiones comprar el inmueble al Ministerio de Defensa, tras las discrepancias por el precio de compra, mostró su interés por la expropiación. Para ello, Defensa tuvo que realizar la desafección de los usos militares en febrero de 2021. Finalmente, el 30 de diciembre de 2021 el Ayuntamiento se convirtió en el propietario de Caballerizas, mientras que la Comisión Provincial de Valoraciones determinó el justiprecio en 5,2 millones de euros en octubre de 2022. Esta adquisición municipal tiene como objetivo especialmente la creación del denominado Centro Internacional del Caballo.

## Rodajes
- La película Carmen, del director Vicente Aranda, fue grabada en las instalaciones en 2002, que simulaban la Real Fábrica de Tabacos de Sevilla.[14]
- La cantante India Martínez rodó su videoclip «La gitana» en las Caballerizas en 2019.[15]
- La serie El resplandor y las tinieblas, del director José Luis Moreno, grabará en sus instalaciones en 2020.[16]

## Estructura
El complejo posee planta rectangular, con amplias salas abovedadas que servían de cuadras. En ellas se crio el caballo andaluz, también llamado caballo español, muy apreciado para montar. Del conjunto de las Caballerizas Reales se puede destacar la cuadra principal, cuya cubierta de bóveda de arista es soportada por columnas de piedra de arenisca que a su vez delimitan las cuadras o boxes.